# جنگنده (فیلم ۲۰۲۴)
جنگنده (به انگلیسی: Fighter) یک فیلم اکشن و ماجراجویانه هندی به کارگردانی سیدهارت آناد محصول سال ۲۰۲۴ است. در این فیلم ریتیک روشن، دیپیکا پادوکونه و آنیل کاپور به ایفای نقش می‌پردازند و به عنوان اولین فیلم در مجموعه اکشن هوایی برنامه‌ریزی شده عمل می‌کند.
این فیلم در ۱۰ ژانویه ۲۰۲۱ معرفی شد. پیش تولید به دلیل همه‌گیری کووید ۱۹ بسیار به تعویق افتاد. فیلمبرداری اصلی سرانجام در نوامبر ۲۰۲۲ با ادامه فیلمبرداری در برنامه‌های مختلف در آسام، حیدرآباد، جامو و کشمیر و بمبئی آغاز شد و تا اواخر اکتبر به پایان رسید. این فیلم در ابتدا برای اکران در سینماها در ۳۰ سپتامبر ۲۰۲۲ برنامه‌ریزی شده بود اما به دلیل تأخیر در تولید به دلیل همه‌گیری کووید ۱۹ به تعویق افتاد. جنگنده در ۲۵ ژانویه ۲۰۲۴ مصادف با آخر هفته روز جمهوری در سینماها اکران شد.

## داستان
یک جوان مشتاق به نام شمشر پاتانیا پس از ثبت نام در نیروی هوایی هند باید بر موانع خود غلبه کند تا به قهرمان نیروهای مسلح هند تبدیل شود.

## آینده
در حین نوشتن فیلمنامه، سازندگان تصمیم گرفتند که این فیلم را به یک فرنچایز تبدیل کنند. در ماه مه ۲۰۲۳، گزارش شد که تولید فیلم دنباله‌دار با عنوان جنگنده ۲، پس از پایان فیلمبرداری پاتان علیه تایگر آغاز می‌شود.